# Rodeo (Chile)

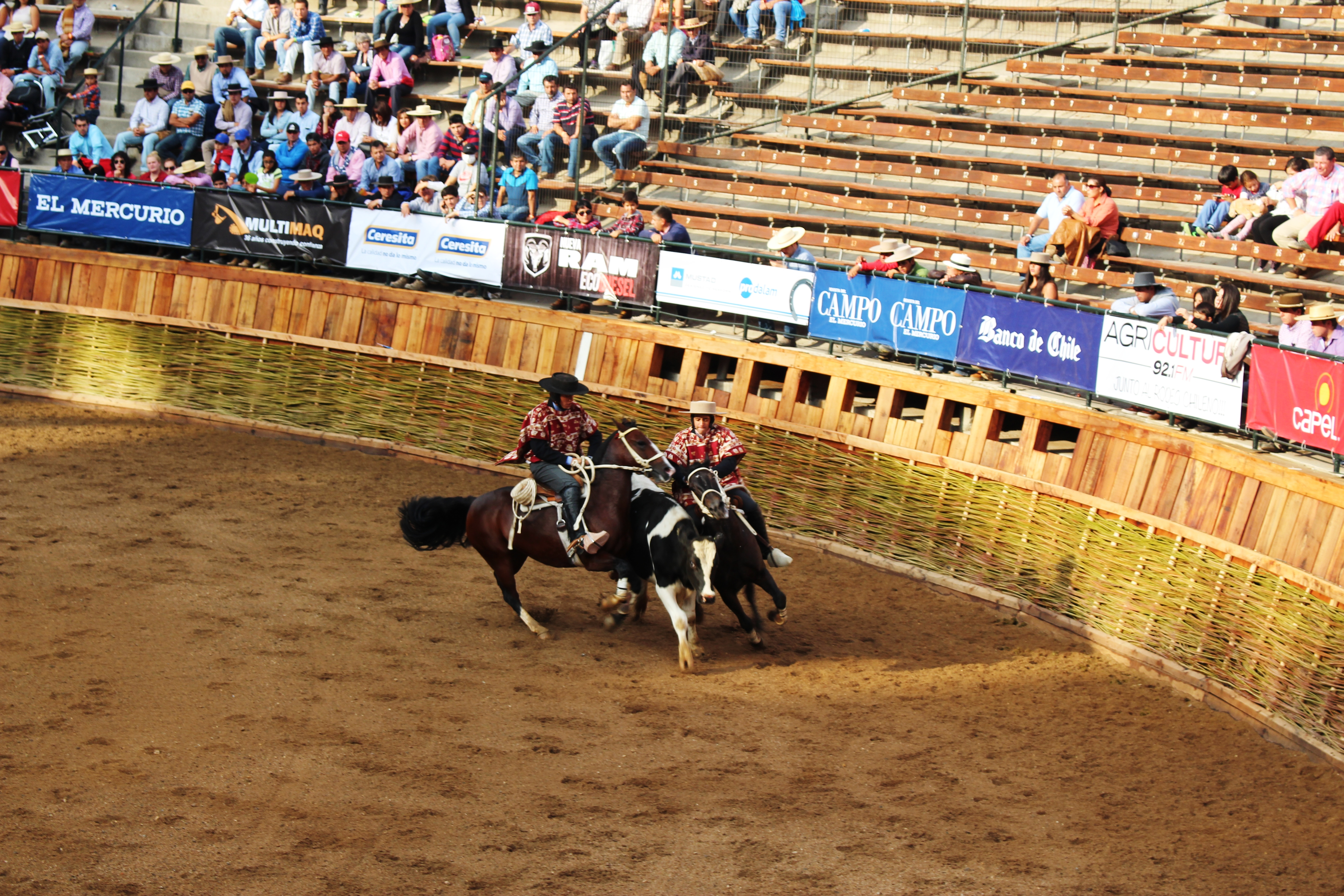
Chilenisches Rodeo 2016

Chilenisches Rodeo ist seit 1962 der offizielle Nationalsport in Chile. Er wird in allen Landesteilen, hauptsächlich aber in Zentralchile in extra dafür gebauten Arenen praktiziert. Rodeo ist wegen Tierrechtsfragen zunehmend umstritten. 
Der Rodeowettkampf besteht aus der sogenannten collera, wobei zwei Huasos, wie die chilenischen Landarbeiter (vergleichbar den Cowboys) genannt werden, mit ihren Pferden auf drei verschiedene Arten Rinder und Stiere einfangen müssen. Dabei werden unterschiedliche Punkte (maximal 4) durch eine Jury vergeben.
Die Organisation AnimaNaturalis organisiert in Zusammenarbeit mit anderen Vereinen und Einzelpersonen jährlich Umzüge gegen angebliche Tiermisshandlungen bei den Rodeos.